# Rivera (famiglia)
La famiglia Rivera è una famiglia nobile italiana, annoverata tra le casate dell'Aquila ed ascritta alla nobiltà romana nel 1562.

## Storia
La casata dei Rivera si ritiene originata in Abruzzo dalla famiglia Collimento, a sua volta discendente dai Conti dei Marsi. Il capostipite è ritenuto essere Pietro Collimento, detto "Rivera", discendente dal conte di Collimento Odorisio.
La famiglia si stabilì all'Aquila sin dalla sua fondazione e, a partire dal XVI secolo, a differenza degli altri casati locali, acquisì un notevole potere politico ed economico soprattutto grazie all'acquisizione di immobili ed alle cospicue rendite che ne derivavano. L'ascesa dei Rivera segnò proprio il passaggio di potere tra il ceto mercantile, che aveva governato la città nell'epoca rinascimentale, ed il rampante ceto nobiliare; detto passaggio si definì nel 1545 con l'elezione a camerlengo dell'Aquila di Giovancarlo Rivera.
Nel 1562 la famiglia venne ascritta alla nobiltà romana e nel 1566 al Sovrano Militare Ordine di Malta per mezzo dei condottieri Baldassare Rivera e Scipione Rivera, dei quali il primo, col grado di sergente maggiore, prese parte alla difesa di Malta contro i turchi, mentre il secondo combatté sulle galee dell'Ordine, ma fu fatto prigioniero e trucidato in Algeri nel 1570.
Negli anni seguenti la famiglia Rivera espresse altri camerlenghi – Ludovico Rivera nel 1573 e Cesare Rivera nel 1597 – e sul finire del XVII secolo venne inglobata nella Deputazione dei Sedici per il quarto di San Giovanni mediante la figura di Domenico Rivera, figlio di Gaspare. In questo periodo il casato fu attivo – insieme agli Alfieri, agli Antonelli, ai Quinzi, ai Pica e ai Porcinari – per richiedere maggiore autonomia ed indipendenza alla città rispetto al governo centrale di Napoli, richieste che portarono, nel momento di maggiore tensione, all'arresto di Girolamo Rivera. In seguito al terremoto dell'Aquila del 1703, Giuseppe Rivera è nominato commissario per l'emergenza. Il casato acquisì prestigio anche nella sfera romana allorché Domenico Rivera fu creato cardinale nel 1733; nello stesso anno Francesco Rivera fu nominato vescovo, diventando arcivescovo nel 1742.
Nel 1740 un'esponente della famiglia, Vittoria Rivera, sposò Giuseppantonio Vespa, membro di un'agiata famiglia di Pacentro con forti interessi nell'economia armentaria.
Sul finire del Settecento i Rivera furono investiti nella titolarità del feudo di Vittorito nella persona di Francesco, nipote di Vittoria. Il fratello di Francesco, Lelio, ricoprì l'ufficio di sovrintendente alle regie poste e il titolo di marchese. Entrambi i fratelli ebbero un ruolo di primo piano nei moti antigiacobini di matrice sanfedista che scossero l'Abruzzo sul finire dell'XVIII secolo.
Un altro esponente di rilievo della famiglia fu Cesare, sottintendente dell'Abruzzo Ulteriore Secondo, che sposò Camilla Corvi. Il figlio primogenito della coppia, Francesco Rivera (1844-1904), sposò a Roma il 29 giugno 1873 la marchesa Margherita Del Bufalo (1850-1933). La famiglia godette inoltre del titolo di barone di Vittorito con regie lettere patenti del 1897.
Tra gli ultimi esponenti della casata, si distinsero Giuseppe Rivera (1846-1923), fratello minore del suddetto Francesco, tra i promotori della fondazione della Deputazione abruzzese di storia patria (1888) e suo presidente dal 1896 fino alla morte; tra i figli di Francesco figurano invece lo storico Cesare Rivera (1874-1945); Luigi Rivera, anch'egli letterato e storico, presidente della Deputazione abruzzese di storia patria dal 1946 al 1958; e infine l'accademico Vincenzo Rivera (1890-1967), considerato il fondatore dell'Università degli Studi dell'Aquila e del giardino botanico alpino di Campo Imperatore, a lui intitolato.
Nel corso della sua storia, la famiglia Rivera ha posseduto i feudi di Aleudi, Borbona, Carceri Civitatomassa, Fontecchio, Pomarioli, Posta, Scappoli, Scoppito, Tione e Vittorito.